# Pierre Ntsemou
Pierre Ntsemou surnommé Saint Pierre des Mots, né le 15 juin 1956 à Mouyondzi est un poète, romancier, dramaturge et nouvelliste brazza-congolais.
Il est souvent sollicité par d'autres auteurs pour la rédaction des préfaces de leurs livres.

## Biographie
Né dans un village centenaire du Moyen-Congo pendant la colonisation, il fait des études secondaires au lycée Savorgnan De Brazza où il obtient un Baccalauréat série A4.                    Il est ensuite diplômé, titulaire d'un CAPEL (Certificat d'aptitude pédagogique à l'enseignement dans les lycées) en français obtenu à l’université Marien-Ngouabi de Brazzaville.
Il devient de ce fait professeur certifié des lycées. Quelques années plus tard, il est nommé inspecteur pédagogique et itinérant au Ministère de l'Enseignement Primaire et Secondaire.

## Vie d’écrivain
En 2012, il publie son premier livre intitulé La flûte du cœur, un recueil de poèmes chez l’Harmattan. L’auteur à travers ce recueil, exalte son ressenti et son vécu. Ce livre compte cinquante neuf poèmes.
En 2013, il écrit son premier roman Diélé, l’ange, l’homme et la bête parait. L’auteur rend hommage à Nelson Mandela par le personnage de Diélé.
Le livre est centré sur la bonne gouvernance,.

## Distinctions
Pierre Ntsemou a reçu plusieurs prix. En 1983 il est le lauréat du concours théâtral inter-africain ORTF (actuelle RFI), puis reçoit le prix du concours d’Europoésie de la francophonie à Paris en 2013 et le prix d’excellence à la Biennale des arts et des lettres de Brazzaville en 2014. En 2015, on lui décerne le trophée des Sanzas de Mfoa.

## Œuvre

### Romans et nouvelles
- Pétrin, Festins et Destins en balade (nouvelle), L’Harmattan, janvier 2013.
- Diele : l’ange, l’homme et la bête (roman), Publibook, 19 juin 2013.
- Quête, enquête  et conquêtes de plaisir (nouvelle), Chapitre.com, 6 mai 2014.
- Un bébé pas comme les autres (roman), L’Harmattan, 2018.
- Destins singuliers (nouvelle), L’Harmattan, 2019.

### Poésie
- La flûte du cœur, L’Harmattan, décembre 2012.
- Mon cœur, ma plume et ma muse s’amusent, Publibook, 10 janvier 2014.

- L'HOMME ! Ce moustique sous les tropiques, Kemet, mai 2021

### Essai
- De la nécessité de la vérité, Kemet, octobre 2020.

### Théâtre
• Les Déboires de Patrice Likeur, L’Harmattan, 1er février 2013.
 
• Tremblement de terre au Ministère des affaires alimentaires, Publibook, 28 novembre 2013.